# 列沃尔特·皮缅诺夫
列沃尔特·伊万诺维奇·皮缅诺夫（俄语：Рево́льт Ива́нович Пи́менов，1931年5月16日—1990年12月19日），是苏联的数学家、持不同政见者。